# Georgios Gkikopoulos
Georgios Gkikopoulos (griechisch Γεώργιος Γκικόπουλος, * 5. August 1957) ist ein griechischer Politiker der KKE.
Gkikopoulos rückte am 19. Mai 2014 für den verstorbenen Charalampos Angourakis in das Europäische Parlament nach, schied aber mit Ablauf des 30. Juni aus diesem wieder aus.